# Pamburus missionis
Pamburus missionis (Wall. ex Wight) Swingle è una pianta della famiglia delle Rutacee. È l'unica specie nota del genere Pamburus Swingle.

## Distribuzione e habitat
La specie è diffusa in India e Sri Lanka.